# Philodromus bonneti
Philodromus bonneti es una especie de araña cangrejo del género Philodromus, familia Philodromidae. Fue descrita científicamente por Karol en 1968.

## Distribución
Esta especie se encuentra en Turquía.